# Torre de Belén
La Torre de Belén (literalment: Torre de Betlem) és una torre de guaita al barri del Alcázar Viejo, també conegut com de San Basilio, de Còrdova. Constituïa una porta d'accés a un recinte emmurallat, que amb el pas del temps va perdre la funció defensiva, passant a servir com a ermita. Al principi va ser coneguda com a Ermita de San Benito, més tard de las Imágenes, i des de l'any 1774 fins avui, de Ntra. Sra. de Belén i de los Pastores.
Hi ha diferents teories sobre l'origen de la torre: almohade del segle XII, o posterior en l'època cristiana. Sembla que es va consolidar com a part de les defenses de la ciutat després de la conquesta cristiana de Còrdova el 1236.
De planta quadrada i 7,5 metres de costat, la torre està realitzada a base de blocs de marès disposats a un llarg i dos travessos, i consta de tres nivells d'alçada. L'accés principal es fa per mitjà d'un arc de ferradura emmarcat per arrabà, de marcada inspiració àrab.